# Abbaye Saint-Lucien de Beauvais
L'abbaye Saint-Lucien est une ancienne abbaye bénédictine située sur le territoire de la commune de Beauvais (Oise). Fondée à la fin du VIe siècle, elle est fermée en 1791. Les bâtiments sont en grande partie détruits dans le courant du XIXe siècle.

## Histoire

### Fondation
Evrost, abbé de l'abbaye de Saint-Fuscien dans l'actuel département de la Somme et originaire du Beauvaisis, demande, vers 580, à l'évêque de Beauvais Dodon le droit d'édifier, aux portes de la ville, une église à l'emplacement du lieu d'inhumation du martyr Lucien de Beauvais, à la suite d'une apparition de ce dernier. Cette création est confirmée par une charte de Chilpéric Ier mais son authenticité a depuis été réfutée. Vers 585, Evrost y envoie un groupe de moines de son abbaye qui s'y installe avec la bénédiction de l'évêque. La nouvelle communauté suit sans doute la nouvelle règle de saint Benoît. 

### Dévastation de l'abbaye auIXesiècle
Le fonctionnement de l'abbaye est difficile à connaître lors des premiers siècles mais le tombeau du saint, situé sous le maître-autel de l'abbaye, devient un lieu de pèlerinage important dans la région, de nombreux fidèles venant y demander une guérison, notamment de la folie ou de l'épilepsie, ou y apporter une offrande en remerciement de miracles. Lors des affrontements entre les fils de Louis le Pieux, une partie des terres de l'abbaye se voient saisies. En 861, l'abbaye est dévastée une première fois, en même temps que la ville de Beauvais par les invasions normandes. Pour permettre la restauration de l'abbaye et aider à l'entretien des moines, l'évêque de Beauvais Odon parvient à négocier la donation de terres à l'institution du roi Charles II le Chauve. En 883, la ville est de nouveau attaquée et brûlée, l'abbaye subit alors sans doute de nouvelles déprédations. Dans les années 920, l'abbaye bénéficie grâce à l'aide d'un de ses anciens moines, l'évêque Bovon, de la donation de l'église de Saint-Just-de-Marais et de ses dîmes, qui dépendaient alors de Fouquenies. Les liens entre l'abbaye et l'évêché sont étroits. Chaque nouvel évêque de la ville doit passer la nuit précédant son entrée solennelle dans la ville et son investiture au pied du tombeau de saint Lucien, son prédécesseur, dans l'abbaye. Nombreux sont les évêques par ailleurs à se faire inhumer dans l'abbaye. 

### Extension de l'abbaye duXIeauXIIIesiècle
Vers 1002, les fragments des vêtements de saint Lucien sont miraculeusement retrouvés selon les sources et exposés en nouvelles reliques aux fidèles. En 1035, l'évêque de Beauvais donne à l'abbaye la seigneurie de Warluis et l'église de Bonnières. De nombreuses autres terres autour de Beauvais lui sont ainsi octroyées. À la fin du XIe siècle et début du XIIe siècle, une nouvelle abbatiale est construite en pierre, en lieu et place de l'ancienne en partie construite en bois. Elle est dédicacée officiellement en 1109. 
De l'abbaye, plusieurs prieurés en dépendent, soit par création, soit par rattachement de fondations existantes, constituant ainsi une petite congrégation : 
- le prieuré Saint-Martin d'Auchy à proximité d'Aumale, fondé en 1096, et devenue abbaye autonome en 1130, ou encore
- le prieuré Saint-Maxien à Montmille, actuelle commune de Fouquenies. C'était aussi le cas du
- prieurés de Senarpont,
- prieuré de Pernois,
- prieurés de Flixecourt,
- Notre-Dame sur le Mont à Picquigny,
- prieuré de Lesseville (actuelle commune d'Aincourt), dans le diocèse d'Amiens ou encore du
- prieuré de La Chaussée d'Eu en 1138, voire le
- prieuré de Wedon en Angleterre[7].

L'abbé Pierre II fait ratifier l'ensemble de ses possessions et droits par l'évêque de Beauvais Henri de France par une charte signée en 1157. En 1167, un nouveau prieuré est mise sous la tutelle de l'abbaye, il s'agit de l'ancienne collégiale de Milly-sur-Thérain. L'abbaye est aussi à l'origine de la fondation de bourg, c'est le cas notamment de celui de Grandvilliers en 1212. Par une bulle du pape Alexandre IV du 21 juillet 1260, les abbés sont autorisés à porter les insignes épiscopaux : la mitre, l'anneau et la crosse. Une cérémonie de transfert des reliques dans de nouvelles châsses sculptée a lieu à l'abbaye en 1261 en présence de plusieurs évêques et du roi saint Louis.

### L'abbaye dévastée au cours de la Guerre de Cent ans
Lors de sa chevauchée de 1346, dans la nuit du 20 au 21 août, Édouard III d'Angleterre passe la nuit dans l'abbaye avec ses troupes, quelques jours avant la bataille de Crécy. Ses troupes y mettent le feu à son départ. En difficulté financière pour subvenir aux besoins de l'abbaye et de sa restauration, l'abbé obtient l'autorisation de réduire la communauté à 36 moines. 
À la fin du XIVe siècle, les abbés successifs achèvent de reconstruire l'abbatiale puis les bâtiments réguliers. Entre 1391 et 1413, un nouveau réfectoire à voûte d'ogive et un nouveau bâtiment faisant office de porte d'entrée de l'abbaye sont construits. Au début du XVe siècle, les troubles de la Guerre de Cent Ans reprennent dans la région, les revenus de l'abbaye baissent et elle se protège en entourant ses bâtiments d'une enceinte fortifiée dont il subsiste toujours une des tours de l'angle sud-est.
À l'occasion du siège de Beauvais, à la fin juin 1472, les troupes du duc de Bourgogne Charles le Téméraire, s'installent dans les faubourgs de la ville dirigées par Philippe de Crèvecœur d'Esquerdes. À l'arrivée du duc, celui-ci fixe son campement dans l'abbaye Saint-Lucien. Il parvient à occuper l'abbaye à la suite d'un assaut contre son enceinte, malgré la défense des moines dirigés par Florimond de Villers, le frère de l'abbé. Au départ des troupes le 22 juillet, les bâtiments sont relativement épargnés mais le mobilier est plus lourdement touché.

### Le régime commendataire

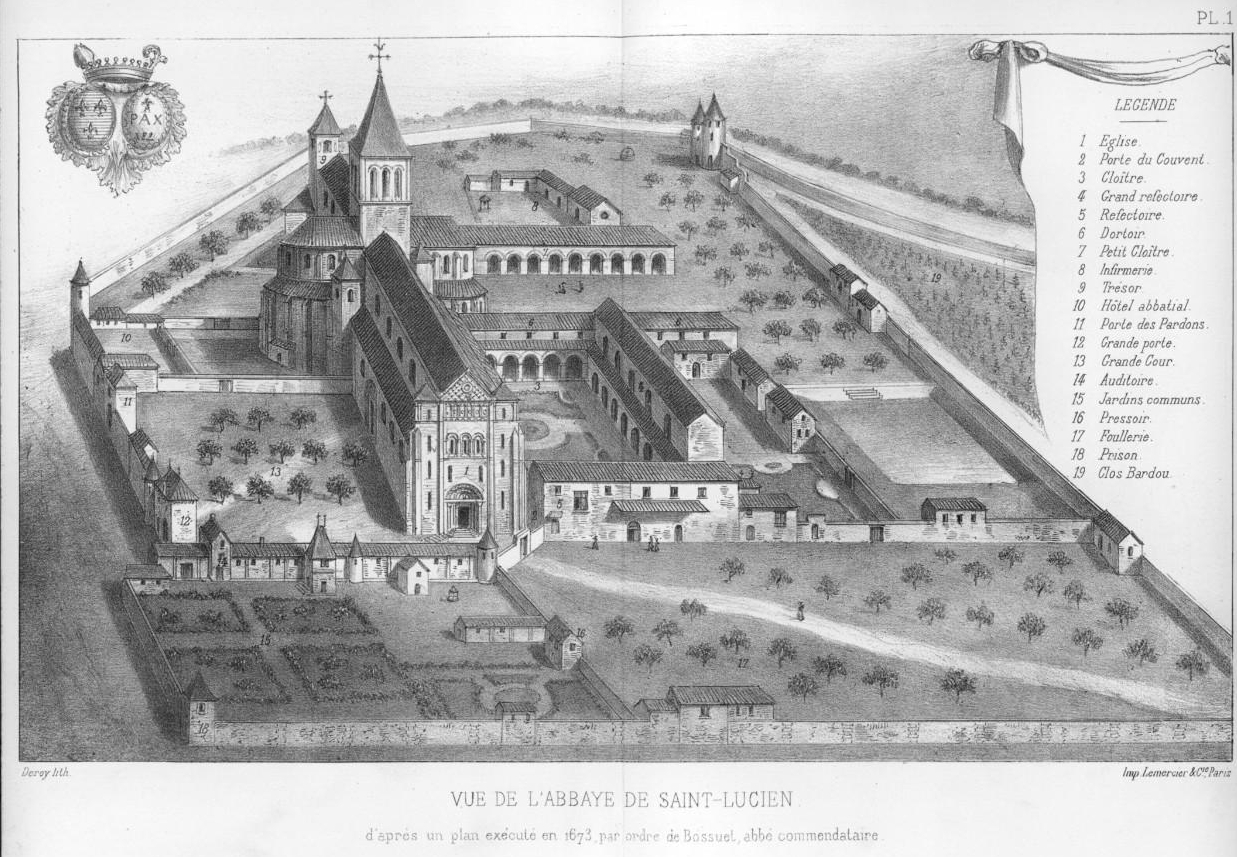
Reconstitution de l'abbaye au XVIIe siècle.

En 1488, un conflit éclate entre l'évêque de Beauvais Antoine Du Bois nouvellement confirmé par le pape et le roi de France et son chapitre qui lui refuse sa nomination à ce poste - c'est le neveu de Philippe de Crèvecœur d'Esquerdes - lui préférant Louis de Villiers de L'Isle-Adam. Voyant ce poste d'évêque lui échapper, ce qui est confirmé par une décision du parlement en 1497, il demande au pape et roi sa désignation à la tête de l'abbaye Saint-Lucien en 1492, ce qui lui est confirmé par une bulle du 8 juillet 1492. Il s'agit du premier abbé séculier désigné par le roi et non pas élu par les moines. Le régime de la commende est donc mis en place dès cette date à l'abbaye, pratique généralisée à tout le royaume à partir du concordat de Bologne en 1516. 
Antoine Du Bois fait installer dans l'abbatiale un jubé sculpté en bois ainsi que des stalles et de nouveaux vitraux dans l'abbatiale. Il se fait aménager par ailleurs un logis abbatial entre l'église en la tourelle de Luchy. Il se fait construire enfin un château à Saint-Félix pour en faire sa résidence de campagne. Il est nommé évêque de Béziers en 1507 tout en gardant son bénéfice d'abbé. Son successeur est le cardinal Odet de Coligny, archevêque de Toulouse en évêque de Beauvais et par ailleurs abbé de quinze autres abbayes en commende. Il afferme les biens de l'abbaye à un fermier général et confie la gestion du temporel de l'abbaye à un conseil. Après sa conversion au protestantisme en 1560, il pille et revend les biens de l'abbaye et prélève les dalles funéraires de l'église pour paver son château de Bresles. Il est excommunié en 1563 et privé de ses bénéfices en 1569. 
Au début du XVIIe siècle, la communauté de l'abbaye comprend 16 moines, sous l'autorité régulière du prieur Nicolas Patin, docteur en théologie, qui s'attache à ramener la rigueur de la règle. Pierre de Bérulle, abbé pendant quelques mois en 1629, nomme son successeur, Yvon Mullot, qui perpétue ce retour à la règle pendant 32 ans. L'abbaye est rattachée à la congrégation de Saint-Maur en octobre 1665. Un nouveau règlement capitulaire est adopté en ce sens par les treize moines de l'abbaye le 4 avril 1665. 
Les abbatiats de Richelieu et de Mazarin servent surtout à enrichir leur titulaire. À la nomination de Bossuet, celui-ci lance un inventaire très détaillé de l'état des biens de l'abbaye et de leurs revenus et en fait réaliser un plan précis. Il lance la réparation de plusieurs fermes et églises propriété de l'abbaye et donne les moyens pour améliorer la pratique du culte dans ses vingt paroisses. À l'abbaye elle-même, il faut refaire la voûte de l'abbatiale, construire un nouveau bâtiment conventuel de trois étages, ainsi qu'une nouvelle maison du portier. Un moine est chargé des archives des titres de l'abbaye, un nouveau chartrier est rédigé et une histoire de l'institution est écrite en 1681. En 1700, les revenus de l'abbaye sont estimés à plus de 40 000 livres, répartis pour un tiers l'abbé commendataire, un tiers à la communauté et un tiers pour l'entretien et les réparations.
À l'occasion de l'affaire de la bulle Unigenitus, les religieux de l'abbaye prennent le parti des jansénistes. Ils publient un texte critiquant violemment le texte papal le 8 octobre 1718. Ils n'acceptent les clauses de la bulle que sous la contrainte imposée par l'évêque de Beauvais. 

### Dissolution de l'abbaye et destin des bâtiments

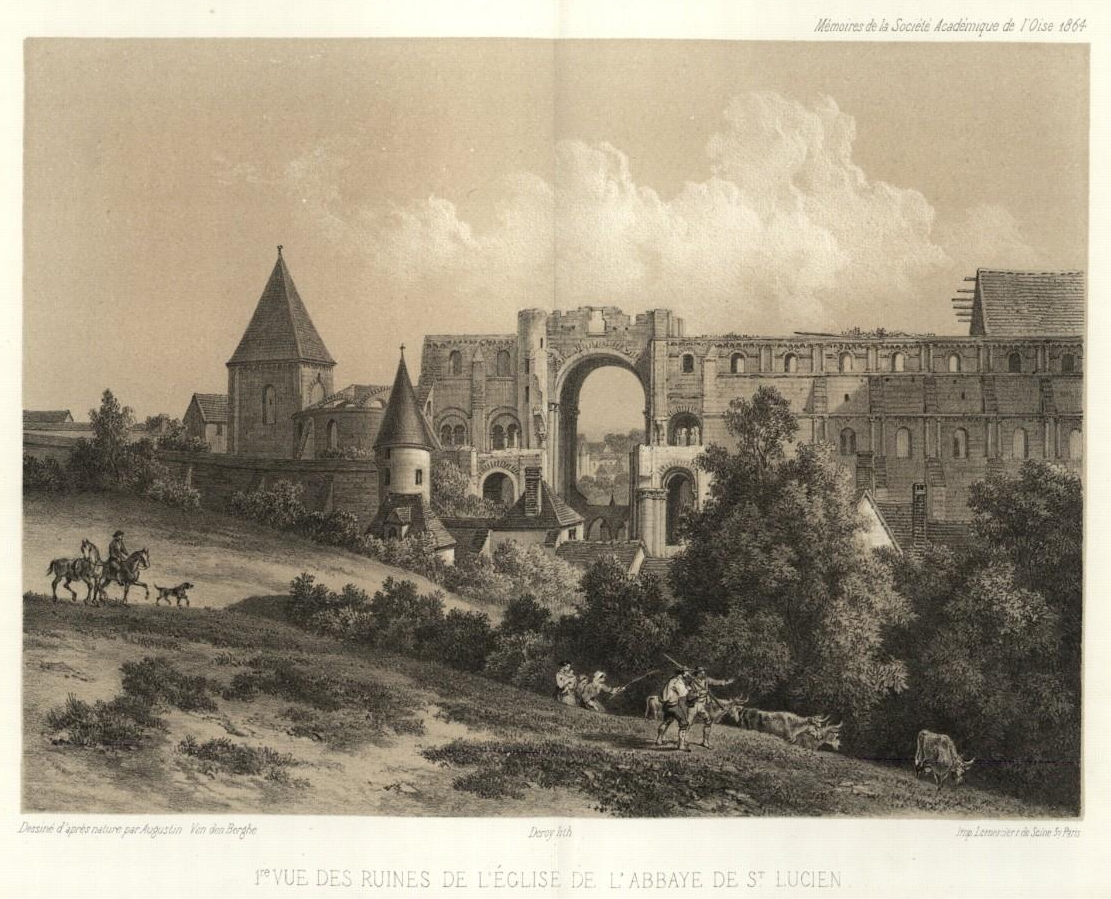
Vue des ruines de l'abbatiale en cours de destruction, d'après un dessin de la fin du XVIIIe siècle.

À la mort du dernier abbé en 1787, celui-ci n'est pas remplacé et la gestion est confiée à l'économe général du clergé de France. En 1790, l'inventaire des biens de l'abbaye est effectué. Les revenus de l'abbaye sont estimés alors à plus de 53 000 livres. La bibliothèque compte 3057 manuscrits. La communauté est constituée de 10 moines. Le 20 décembre 1790, l'abbaye est dissoute et les moines dispersés. Les biens de l'abbaye nationalisés sont mis en vente d'abord le 5 janvier 1791 sans résultat puis le 19. L'abbaye est acquise pour la somme de 181 000 livres par Michel de Boislisle, négociant à Beauvais. Les reliques de saint Lucien et de ses compagnons sont transférés à la cathédrale Saint-Pierre de Beauvais avant leur destruction en 1793. Dès 1791, la destruction de l'abbatiale est entamée. Les autres bâtiments conventuels sont détruits en 1810. 
La propriété est dispersée entre plusieurs particulier en 1819. Les terrains sont loués en 1855 par l'institut agricole de Beauvais pour en faire une exploitation éducative. Ils sont ensuite acquis par la congrégation des frères du Saint-Esprit puis par un agriculteur après 1905. Une filature de soie artificielle occupe les terrains entre 1926 et 1931. Après avoir été occupés par des militaires pendant la Seconde Guerre mondiale, les terrains restent en friche jusqu'à leur acquisition par une société HLM en 1960 qui y construit des immeubles de logements.

### Liste des abbés
D'après Deladreue et Mathon 1871.

#### Abbés réguliers
- Warin
- Anthelme
- Waston
- Robert
- Ricard
- Wernerus
- Guntharius
- Bavon
- Herberomius
- Guy ou Wido
- Régnier (1002-1003)
- Foulque (1003)
- Hubert (1004-vers 1050 ?)
- Thibaut (vers 1050-1077)
- Pierre Ier (1077-1094)
- Gilbert (1094-1099)
- Girold (1100-1128)
- Serlon Ier (1128-1147)
- Pierre II (1147-1171)
- Guillaume Ier (1171-1180)
- Hugues de Clermont (1180-1183) (futur abbé de Cluny)
- Gautier (1183-1194)
- Jean Ier (1197-1202)
- Renaud (1202-1210)
- Evrard de Monchy (1210-1237)
- Roger (1237-1256)
- Jean de Toirac ou de Thury (1256-vers 1265)
- Odon Ier Cholet de Nointel (1265-1288) (frère du cardinal Jean Cholet)
- Guillaume II (1288-1293)
- Jean III Le Boulensien (1293-1297)
- Jacques de Chambly (1297-1300)
- Pierre III de Sarnoy (1300-1336)
- Odon II de Gouvieux (1336-1339)
- Pierre IV de Campdeville (1339-1340)
- Jean IV de Boran (1340-1353)
- Aimery Fulcant (1353-1362)
- Guillaume III Du Bois (1362-1364)
- Godefroi de Billy (1364-1371)
- Foulques II de Chanac (1372-1383) (futur évêque d'Orléans)
- Raoul de Royes (1383-1394)
- Robert d'Esquenes (1394-1413)
- Pierre V de Beauvoir (1413-1443)
- Raoul de Villers Saint Paul (1444-1467)
- Jean V de Villers Saint Paul (1467-1492)

#### Abbés commendataires
- Antoine Du Bois (1492-1537)
- Odet de Coligny (1537-1569)
- Charles Ier de Bourbon (1569-1590)
- Charles II de Bourbon (1590-1594)
- vacance
- Arthus de Condren (1596-1598) (oncle de Charles de Condren)
- Antoine Besson (1598-1610 ?)
- Alexandre de Bourbon, dit le Chevalier Vendôme (1610-1629)
- Nicolas de Neufville (1629)
- Pierre VI de Bérulle (1629)
- Armand Jean du Plessis de Richelieu (1630-1642)
- Jules Mazarin (1642-1661)
- François-Marie Mancini (1661-1672)
- Jacques-Bénigne Bossuet (1672-1704)
- Jacques Bénigne Bossuet (1704-1743)
- François Renaud de Villeneuve (1744-1766)
- Georges-Louis Phélypeaux d'Herbault (1766-1787)

## Les vestiges actuels

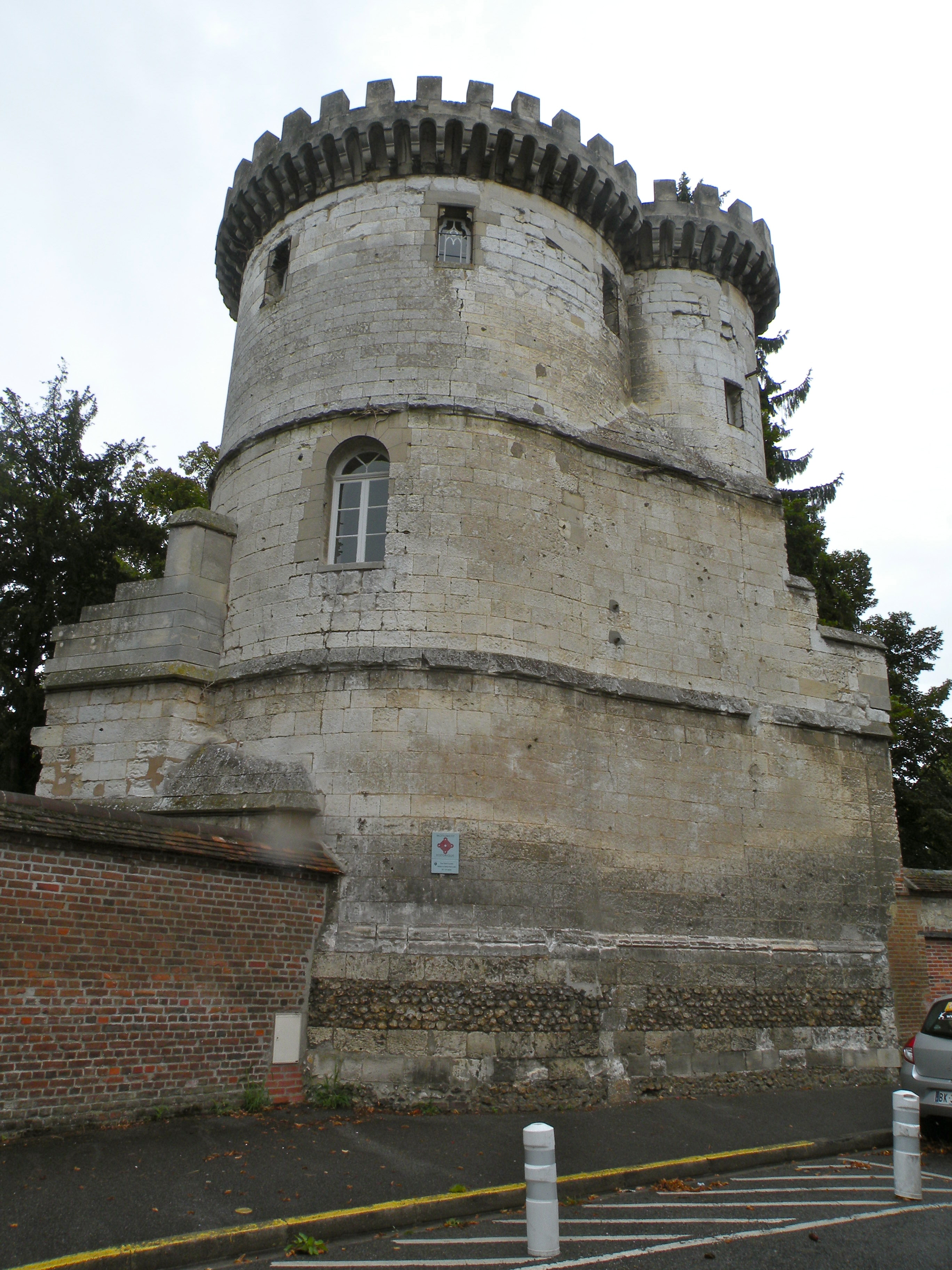
Ancienne tour du mur d'enceinte.

Sur les terrains actuels, propriété de la municipalité de Beauvais, en bordure de la rue de l'abbaye et de la rue Louis Prache, subsiste sur place un fragment de l'ancien mur d'enceinte ainsi que sa porte d'entrée principale. Elle est classée au titre des monuments historiques par arrêté du 13 août 1930. À proximité, on trouve une ancienne tour de ce mur d'enceinte construite au début du XVe siècle, inscrite par arrêté du 17 septembre 1935. Le reste des terrains préservés a fait l'objet d'une inscription par arrêté du 22 octobre 1965.
Plusieurs éléments mobiliers provenant de l'abbaye sont encore conservés. Il s'agit ainsi de la chaire à prêcher en chêne sculpté, datant de la fin du XVIIe siècle, actuellement présente dans la cathédrale de Beauvais et classée monument historique depuis 1840. Achetée en 1805, ses panneaux représentent saint Lucien et ses compagnons saint Maxien et saint Julien. Le gisant du monument funéraire de Florimond de Villers-Saint-Paul, enseveli dans l'abbatiale en 1473, est actuellement conservé dans l'église Sainte-Maure-et-Sainte-Brigide de Nogent-sur-Oise à la suite d'un achat en 1842. Il est classé depuis 1984. Une partie des stalles est exposée au musée de Cluny à Paris, dans une forme recomposée au XXe siècle.